# Las Vegas Tennis Open 2024
Il Las Vegas Tennis Open 2024 è stato un torneo maschile di tennis professionistico. È stata l'8ª edizione del torneo, facente parte della categoria Challenger 75 nell'ambito dell'ATP Challenger Tour 2024, con un montepremi di 82 000 $. Si è giocato dal 9 al 15 settembre 2024 sui campi in cemento del Frank and Vicki Fertitta Tennis Complex di Las Vegas, negli Stati Uniti.

## Partecipanti

### Teste di serie
| Nazionalità | Giocatore           | Ranking* | Testa di serie |
| ----------- | ------------------- | -------- | -------------- |
| Stati Uniti | Patrick Kypson      | 166      | 1              |
| Stati Uniti | Denis Kudla         | 189      | 2              |
| Stati Uniti | Learner Tien        | 191      | 3              |
| Stati Uniti | Brandon Holt        | 208      | 4              |
| Giordania   | Abedallah Shelbayh  | 215      | 5              |
| Stati Uniti | Tristan Boyer       | 230      | 6              |
| Australia   | Bernard Tomic       | 235      | 7              |
| Argentina   | Juan Pablo Ficovich | 281      | 8              |

* Ranking al 26 agosto 2024.

### Altri partecipanti
I seguenti giocatori hanno ricevuto una wild card per il tabellone principale:
- Kaylan Bigun
- Colton Smith
- James Tracy

Il seguente giocatore è entrato in tabellone come alternate:
- Govind Nanda

I seguenti giocatori sono passati dalle qualificazioni:
- Collin Altamirano
- Omni Kumar
- Quinn Vandecasteele
- Patrick Maloney
- Trey Hilderbrand
- Alex Rybakov

## Punti e montepremi
| Torneo    | Torneo              | V     | F     | SF    | QF    | 2T    | 1T  | Q | Q2  | Q1  |
| Singolare | Punti               | 75    | 44    | 22    | 12    | 6     | 0   | 4 | 2   | 0   |
| Singolare | Premi in denaro ($) | 9 880 | 5 820 | 3 450 | 2 000 | 1 165 | 720 | – | 360 | 185 |
| Doppio    | Punti               | 75    | 44    | 22    | 12    | –     | 0   | – | –   | –   |
| Doppio    | Premi in denaro ($) | 4 250 | 2 450 | 1 480 | 880   | –     | 500 | – | –   | –   |

## Campioni

### Singolare
Learner Tien ha sconfitto in finale  Tristan Boyer con il punteggio di 7–5, 1–6, 6–3.

### Doppio
Trey Hilderbrand /  Alex Lawson hanno sconfitto in finale  Tristan Boyer /  Tennyson Whiting con il punteggio di 6(9)–7, 7–5, [10–8].